# Ernest Guiraud
Ernest Guiraud   (Nova Orleans, 23 de juny de 1837 - París, 6 de maig de 1892) fou un compositor francès.
Era fill del músic Jean-Baptiste que li ensenyà les primeres nocions de l'art musical, i als quinze anys viatjà a Europa on ingressà en el Conservatori de París, on va tenir per mestres en Anton-François Marmontel, Barbereau i Jacques Fromental Halévy. El 1859 aconseguí el primer premi de Roma per la seva cantata Bajazet et le joueur de flûte. En retornar d'Itàlia es dedica preferentment a la composició dramàtica i estrenà una sèrie d'òperes còmiques que assoliren força èxit. El 1876 fou nomenat professor d'harmonia del Conservatori de París, on tingué entre altres alumnes a Alberto Williams, André Bloch, Hippolyte Mirande, Adolphe Marty, Alfred Bachelet, Georges Fragerolle i Anselme Vinée, el 1880 succeí a Léo Delibes en l'Acadèmia de Belles Arts.
Guiraud se situà des dels seus primers treballs simfònics entre els millors compositors de la nova escola francesa. La seva música era clara i elegant i la seva instrumentació plena de brillantor i colorit.

## Les millors composicions
- Sylvie: òpera, (1864)
- En prison: òpera (1869)
- Le Kobold: òpera (1870)
- Madame Turpulin: (1872)
- Gretna Green: ballet (1873)
- Piccolino: (1876)
- La galante aventure: (1882)
- Frédégonde: que va deixar inacabada i ho fou per (Camille Saint-Saëns)
- Suite: per a orquestra
- una Obertura:
- Capritx: per a violí i orquestra
- Melodies vocals:
- un excel·lent llibre Traité pratique d'instrumentation: (1895)